# Phyllophaga ruficollis
Phyllophaga ruficollis är en skalbaggsart som beskrevs av Moser 1915. Phyllophaga ruficollis ingår i släktet Phyllophaga och familjen Melolonthidae. Inga underarter finns listade i Catalogue of Life.